# Holly Madison
Holly Madison, född som Holly Cullen den 23 december 1979 i Astoria i Oregon, är en amerikansk fotomodell och playmate.

## Biografi
Madison föddes i Astoria, Oregon. Mellan två och elva års ålder bodde hon och hennes familj på Prince of Wales Island i Alaska. Familjen flyttade därefter tillbaka till Oregon och bosatte sig i St. Helens. Hon studerade teater och psykologi vid Portland State University under två år. 

### Karriär
År 1999 flyttade Madison till Los Angeles för att studera vid Loyola Marymount University. För att ha råd med universitetets avgifter tog hon anställning på en Hootersrestaurang, vilket i sin tur ledde till att hon blev uppmärksammad och började få inbjudningar till Hugh Hefners Playboy Mansion. Madison blev så småningom Hefners flickvän och flyttade in i huset.
Madison medverkade tillsammans med Bridget Marquardt och Kendra Wilkinson i dokusåpa-serien The Girls Next Door på kanalen E!.
Hon medverkade på omslaget och i Playboys novembernummer 2005 tillsammans med Bridget Marquardt och Kendra Wilkinson.
År 2009 var Madison en så kallad ringflicka i UFC 100.
Madison, som är djurvän, började 2006 skriva artiklar om husdjur i tidskriften The Coolest Little Pet Magazine. I april 2007 publicerade PETA, People for the Ethical Treatment of Animals, en affisch med en naken Madison och budskapet "I'd Rather Go Naked Than Wear Fur".
År 2008 i oktober lämnade Holly Madison the Playboy Mansion och avslutade sitt förhållande med Hugh Hefner. 
I juni 2010 började kanalen E! sända Holly's World, som är en reality-TV-serie med Madison i huvudrollen.
I juni 2015 släppte Holly Madison sin första memoar där hon avslöjar detaljer från sina år med Hugh Hefner, om tv-serien och hur det var att leva i the Playboy Mansion bakom stängda dörrar. 